# Diego de los Cobos
Diego de los Cobos (... – XV secolo) è stato un nobile spagnolo.

Stemma Cobos

Era figlio di Pedro Rodríguez de los Cobos y Mexía e di Isabel de la Tovilla, sposata nel 1430 e sorella del Comendador Tovilla.

## Discendenza
Diego sposò Catalina de Molina, figlia di Diego Fernández de Molina "el Paralítico" e di Leonor Gonzales ed ebbero tre figli:
- Francisco de los Cobos y Molina (1477-1547), Segretario di Stato di Carlo V e Filippo II
- Leonor González de los Cobos
- Isabel de los Cobos y Molina (1457-?)